# Junta Nacional de Gobierno (1931)
La Junta Nacional de Gobierno, presidida por David Samanez Ocampo, gobernó al Perú de 11 de marzo a 8 de diciembre de 1931. Su principal labor fue convocar a elecciones generales para Presidente de la República y Congreso Constituyente, las que se realizaron el 11 de octubre de 1931 y dieron por ganador a Luis Miguel Sánchez Cerro.

## Antecedentes
Tras la caída del Oncenio o segundo gobierno de Augusto B. Leguía (1930), el Perú se sumió en un período de anarquía política. En el transcurso de siete meses se sucedieron cinco presidentes. El que comenzó la serie fue el comandante Luis Miguel Sánchez Cerro, quien tras pronunciarse en Arequipa se puso al frente de una Junta Militar que rigió al país de 27 de agosto de 1930 a 1 de marzo de 1931. Al volverse la opinión pública en contra suya, Sánchez Cerro se vio obligado a renunciar. Interinamente asumió el poder el jefe de la iglesia católica peruana, monseñor Mariano Holguín, en calidad de presidente de una Junta de Notables. Esta inmediatamente dio pase a una Junta Transitoria presidida por el presidente de la Corte Suprema de Justicia Ricardo Elías Arias, que solo duró en el poder unos días, siendo suplantado por el teniente coronel Gustavo Jiménez Saldías. Sin embargo, estas Juntas no gozaron del apoyo popular.

## Conformación de la Junta Nacional
En Arequipa, donde se había iniciado la insurrección contra el régimen de Sánchez Cerro, se proclamó el 24 de febrero de 1931 a David Samanez Ocampo como presidente de la Junta Civil del Sur. Gustavo Jiménez, en su calidad de presidente de la Junta instalada en Lima, se contactó con los rebeldes arequipeños para tratar la formación de una Junta Nacional de Gobierno, de carácter transitorio, que debía estar conformada por representantes del norte, centro, sur y oriente de la República, cuya misión sería convocar a elecciones generales para Presidente de la República y Congreso Constituyente.
David Sámanez Ocampo (1866-1947), empresario agrícola natural de Apurímac, era una conocida figura política: había sido montonero en las postrimerías del siglo XIX y autor de una fallida revolución contra el primer gobierno de Leguía (1909). Luego fue elegido senador por Apurímac. Durante el Oncenio se convirtió en uno de los principales opositores al reeleccionismo de Leguía, por lo que fue apresado y confinado en la isla San Lorenzo, para luego ser desterrado, en 1923. Tras la caída de Leguía volvió al Perú y participó nuevamente de lleno en la política.
Samanez viajó a Lima para ocupar la presidencia de la Junta Nacional de Gobierno conformada con representantes de todas las regiones del Perú. La juramentación respectiva se realizó el 11 de marzo de 1931. Pese a su alta dignidad, Samanez nunca quiso usar la banda bicolor, aduciendo que solo era presidente de una Junta de Gobierno, mas no presidente constitucional.

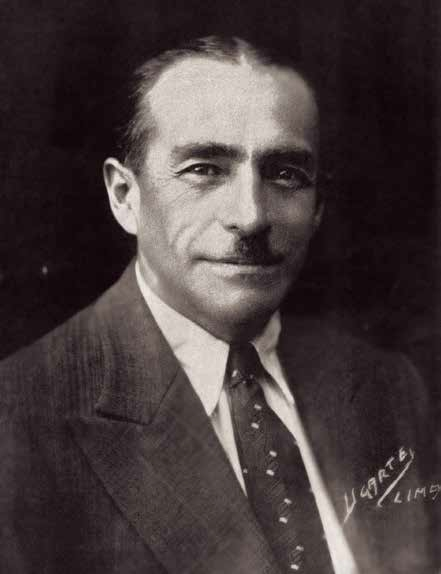
El comandante Gustavo Jiménez, ministro de Guerra de la Junta.

Conformaban la Junta los siguientes ministros de Estado:
- Rafael Larco Herrera (Relaciones Exteriores).
- Francisco Tamayo Pacheco (Gobierno)
- Comandante Gustavo Jiménez (Guerra).
- Capitán de Fragata Federico Díaz Dulanto (Marina y Aviación).
- José Gálvez Barrenechea (Justicia e Instrucción)
- Manuel A. Vinelli (Hacienda).
- Ulises Reátegui Morey (Fomento).

En abril, Vinelli pidió licencia por enfermedad y en junio, Larco renunció. La Junta se recompuso así: Gálvez pasó a Relaciones Exteriores; Emilio Gómez de la Torre fue nombrado para Hacienda; y Guillermo Garrido Lecca, para Justicia e Instrucción.

## Seguridad Interna

### Motín de Santa Catalina
El 23 de marzo de 1931 estalló un motín en el cuartel de Santa Catalina (Lima), protagonizado por un grupo de soldados descontentos, encabezados por el sargento 2.º Víctor Huapaya. Los amotinados tomaron prisioneros a los oficiales de la guardia y salieron a las calles con tanques y ametralladoras. Recorrieron Lima sin tener un plan determinado e intentaron asediar el Palacio de Gobierno, pero fueron rechazados por las fuerzas del orden, por lo que regresaron a su cuartel, donde se atrincheraron. El mismo ministro de Guerra Gustavo Jiménez se apersonó al cuartel. Los rebeldes pusieron una serie de condiciones para rendirse, entre las que figuraban el fusilamiento del expresidente Leguía, que se hallaba entonces preso, así como mejoras en el rancho y en los servicios cuartelarios. Jiménez rechazó dichas propuestas y ordenó que se reanudara el ataque al cuartel, con el apoyo de una ofensiva aérea. El motín fue finalmente sofocado, dejando como saldo unas 40 bajas, entre muertos y heridos.
Durante el periodo de la Junta hubo también serios conflictos laborales. En mayo de 1931 la Confederación General de Trabajadores del Perú (CGTP), que estaba bajo el control de los comunistas, decretó una huelga general, que repercutió en diversas zonas del país, especialmente en Arequipa. El 25 de agosto se inició en Lima una huelga de telefonistas, en demanda de mejoras salariales. Otros conflictos y desórdenes estallaron en Cañete, Chiclayo, Chancay y otros lugares.

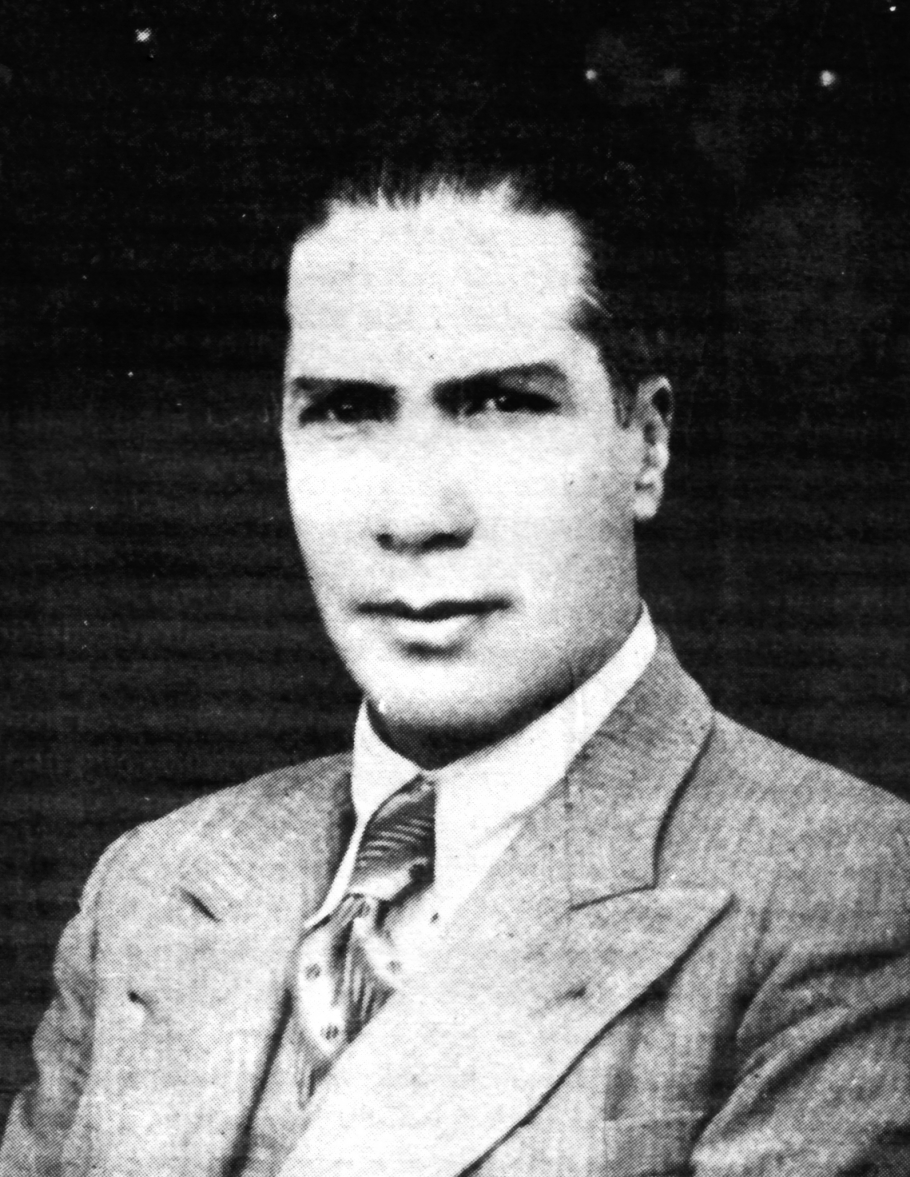
Francisco Tamayo Pacheco, político cuzqueño que fue el ministro de Gobierno de la Junta.

En el Cuzco, desde la época de la Junta de Sánchez Cerro se hallaba en actividad revolucionaria el coronel Aurelio García Godos. Ello provocó la movilización de fuerzas desde Lima, que sofocaron rápidamente cualquier intento de levantamiento de las masas. Pero no se trataba de un hecho aislado. Ocurrieron al menos otras cinco insurrecciones en Cuzco y Puno, todas encabezadas por oficiales del ejército, que pedían, entre otras cosas, la libertad de los presos políticos y el establecimiento de un gobierno descentralista en el país. Entre esos oficiales estaban Agustín Cabrera y Arístides Pachas en el Cuzco; y Mario Abarca, en Puno.
Por ley N.º 7145 del 13 de mayo de 1931, la Junta decretó una amnistía, cortando los juicios contra militares y civiles por delitos políticos cometidos a partir del 22 de agosto de 1930.
Sánchez Cerro, que después de su renuncia al poder había viajado a Europa, decidió volver para postular a la presidencia de la República. La Junta quiso impedirle su retorno. Pero Sánchez Cerro persistió en su propósito y desde Panamá, exigió a la Junta, en vía de ultimátum, que le autorizara su regreso al Perú. La Junta tuvo que ceder finalmente y el 3 de julio de 1931 Sánchez Cerro desembarcó en el Callao, en medio del alborozo de sus seguidores.

## Obras del gobierno
La Junta tenía como finalidad primordial la convocatoria a elecciones generales, que fueron programadas para octubre de 1931, pero a la par debía tratar de solucionar la grave crisis en la que se hallaba sumido el país.
La labor de la Junta Nacional se concentró en dos aspectos importantes:
- La reforma electoral.
- La reforma económica.

### Reforma electoral
Samanez supo responder el clamor de la ciudadanía que exigía la realización de unas elecciones auténticas y limpias. El 13 de marzo de 1931 fue nombrada una comisión especial destinada a preparar el anteproyecto del Estatuto Electoral. Entre los miembros de dicha comisión se contaron jóvenes personalidades como César Antonio Ugarte, Alberto Arca Parró, José Antonio Encinas, Luis E. Valcárcel, Jorge Basadre, Carlos Telaya y Luis Alberto Sánchez. Esta comisión funcionó en la Biblioteca de la Universidad de San Marcos, y tras culminar su labor presentó al gobierno su anteproyecto, el mismo que fue oficializado, con algunas pequeñas enmiendas, por decreto ley N.º 7177 de 26 de mayo de 1931.

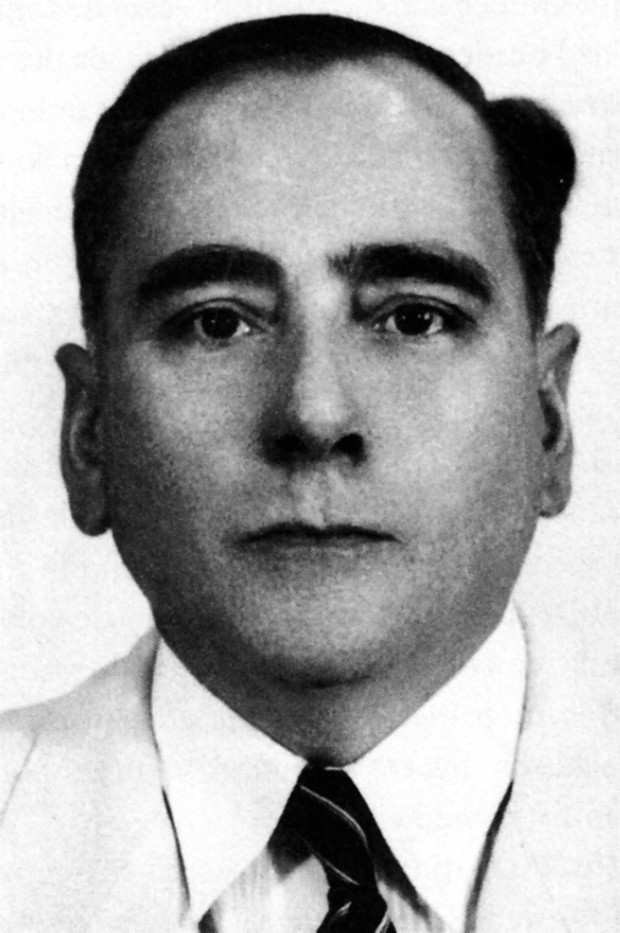
Alberto Arca Parró se encargó de organizar el registro electoral.

Las novedades de la nueva ley electoral fueron las siguientes:
- La confección de un moderno padrón electoral centralizado, que hizo que las listas de votantes ya no dependieran de las Juntas Preparatorias provinciales que solían cometer todo tipo de vicios y fraudes. Se encomendó dicha labor a Alberto Arca Parró.[16]
- El escrutinio no se haría en la mesa de sufragio sino en el Jurado Departamental.[17] Sin embargo, los personeros de los distintos candidatos podían ejercer el derecho de cuidar las urnas electorales, desde el momento en que culminara la votación hasta el instante en que el respectivo Jurado Departamental procediera a abrir las ánforas para realizar el conteo de votos.[12]
- El establecimiento del voto secreto y obligatorio.[17]
- Tenían derecho a voto todos los varones mayores de 21 años que supieran leer y escribir, quedando así tácitamente anulados una serie de impedimentos establecidos en el pasado. Pero quedaban excluidos los analfabetos y las mujeres de todas las edades.[18]
- La representación de las minorías en el parlamento.[19]
- Como poder supremo electoral fue creado el Jurado Nacional de Elecciones (JNE), independiente del Poder Ejecutivo. Debía ser presidido por el fiscal más antiguo de la Corte Suprema y conformado por un delegado de cada una de las universidades nacionales y cuatro delegados de los jurados departamentales escogidos por sorteo. Su función era revisar los escrutinios de las elecciones presidenciales, hacer el cómputo general y proclamar al elegido si obtenía el porcentaje adecuado según ley. En lo referente a las elecciones parlamentarias, estas quedaban a cargo de los jurados departamentales, sobre los que tenía jurisdicción el JNE.[18]

### Reforma económica
- Siguiendo el proyecto de la misión Kemmerer contratada por la Junta de Sánchez Cerro, la Junta de Samanez afrontó la reforma monetaria. El 18 de abril de 1931 se expidió el decreto ley N.º 7126 que estabilizó el sol de oro con un valor de 32.1264 centígramos de oro fino, es decir, el equivalente de 28 centavos de oro americano. Se produjo así una desvalorización del 30% de la moneda, pero se volvió al patrón de oro suspendido en 1914.[20]
- Por ley N.º 7137 de 18 de abril de 1931 se fundó el Banco Central de Reserva del Perú, cuya función principal era dar estabilidad a la moneda (su antecesor fue el Banco de Reserva fundado en 1922 por Leguía). Fue inaugurado el 3 de agosto de 1931, siendo su presidente Manuel Augusto Olaechea, su vicepresidente Pedro G. Beltrán y su gerente Gustavo de la Jara.[21]
- Por ley N.º 7159 de 23 de mayo de 1931 se sancionó la Ley de Bancos, propuesta también por la Misión Kemmerer. Por primera vez en su historia, el Perú contó con una legislación bancaria.[22]
- Por ley N.º 7273 del 16 de agosto de 1931 se creó el Banco Agrícola del Perú.[23]
- Por ley N.º 7186 de 29 de mayo de 1931 se liquidó la Caja Nacional de Ahorros.[24]

### Otras obras
- Se reaperturó la Universidad de San Marcos, cuyo rectorado asumió José Antonio Encinas, en cuyo periodo se dio un nuevo Estatuto universitario, el que estableció, entre otras conquistas, el sistema del cogobierno, con la participación de profesores y alumnos.[10]
- Se crearon Juntas y contribuciones «Pro desocupados» para socorrer a los menesterosos.[25]
- Se decretó como de importancia nacional la continuación de las obras de la carretera central.[26]
- Se realizó un censo que arrojó 375 000 habitantes para Lima y 69 800 habitantes para el Callao.[27]
- Se promulgó una ley de quiebras.[28]
- Se creó el distrito de San Isidro, por Ley N.º 7113 del 24 de abril de 1931.[29]
- Se reglamentó el servicio de los autos «colectivos» implantado durante la Junta de Sánchez Cerro.[30]

## Elecciones generales de 1931

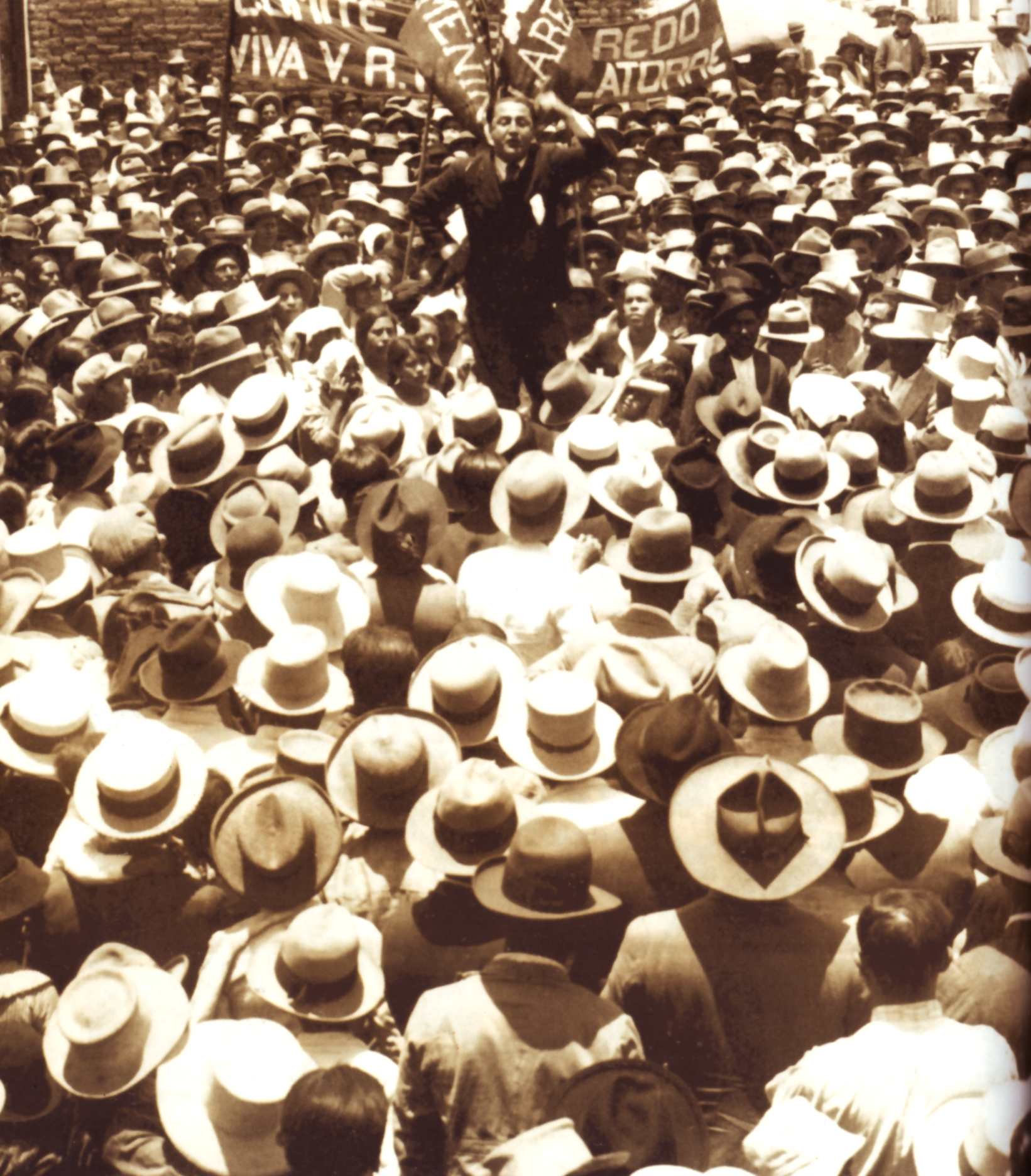
Víctor Raúl Haya de la Torre, líder del partido aprista, arengando a los campesinos de la Hacienda Laredo, durante la campaña electoral de 1931.

Convocadas las elecciones para el 11 de octubre de 1931, se presentaron a ellas Luis Miguel Sánchez Cerro por el partido Unión Revolucionaria, Víctor Raúl Haya de la Torre por el Partido Aprista Peruano, Arturo Osores Cabrera por la Coalición Nacional y José María de la Jara y Ureta por el Partido Unión Nacional.
La lucha electoral se circunscribió entre Sánchez Cerro y Haya de la Torre. Sánchez Cerro era el caudillo militar que había derribado a Leguía en 1930, con todo el prestigio que ello significaba. Contaba con el apoyo de ambos extremos de la sociedad: la oligarquía y las clases más empobrecidas. Haya de la Torre era recordado como el líder estudiantil de los años 1920, que había sido desterrado por Leguía. Contaba con 36 años, apenas uno por encima del límite legal para postular a la presidencia. En el corto tiempo que duró la campaña electoral, tuvo que hacer un formidable esfuerzo para proyectar su imagen en todo el país, y dar a conocer sus ideas. La ideología del APRA, partido que por primera vez irrumpió en la vida política peruana, era entonces antiimperialista y antioligárquica. Contaba con el apoyo de las clases medias y la avanzada del proletariado: los trabajadores industriales y agroindustriales.
La campaña electoral, polarizada entre los dos candidatos principales, no estuvo exenta de violencia.
Realizados los escrutinios, el Jurado Nacional de Elecciones proclamó presidente electo a Sánchez Cerro, que obtuvo la mayoría de votos: 152 062. Haya de la Torre obtuvo 106 007; La Jara y Ureta, 21 921, y Osores, 19 653.
Los apristas rechazaron el resultado electoral, alegando fraude (lo que nunca pudieron demostrar) y comenzaron a realizar protestas en diversas ciudades del país. Pero Samanez Ocampo se mantuvo firme en hacer respetar la voluntad popular.

## Traspaso del poder
El 8 de diciembre de 1931, Samanez entregó el poder a Sánchez Cerro, en la ceremonia de inauguración del nuevo gobierno realizada en el pleno del recién instalado Congreso Constituyente.
Terminada su misión política, Samanez se retiró de la actividad política de forma definitiva, retomando su labor de empresario agrícola. Falleció en 1947.

## Autoridades

### Ministros
En total fueron ocho ministros los que tuvo la Junta Nacional (seis civiles: Larco, Gálvez, Vinelli, Gómez de la Torre, Garrido Lecca y Tamayo; y dos militares: Díaz y Jiménez).
| Ministerio                    | Ministros                                                          | Periodo |
| ----------------------------- | ------------------------------------------------------------------ | --- |
| Relaciones Exteriores         | Rafael Larco Herrera José Gálvez Barrenechea                       | 11 de marzo de 1931 - 25 de julio de 1931 25 de julio de 1931 - 8 de diciembre de 1931                               |
| Hacienda y Comercio           | Manuel A. Vinelli José Gálvez Barrenechea Emilio Gómez de la Torre | 11 de marzo de 1931 - abril de 1931 abril de 1931 - 24 de julio de 1931 25 de julio de 1931 - 8 de diciembre de 1931 |
| Justicia, Culto e Instrucción | José Gálvez Barrenechea Guillermo Garrido Lecca                    | 11 de marzo de 1931 - 23 de julio de 1931 23 de julio de 1931 - 8 de diciembre de 1931                               |
| Gobierno y Policía            | Francisco Tamayo Pacheco                                           | 11 de marzo de 1931 - 8 de diciembre de 1931                                                                         |
| Fomento y Obras Públicas      | Ulises Reátegui Morey                                              | 11 de marzo de 1931 - 8 de diciembre de 1931                                                                         |
| Marina y Aviación             | Federico Díaz Dulanto                                              | 11 de marzo de 1931 - 8 de diciembre de 1931                                                                         |
| Guerra                        | Gustavo Jiménez                                                    | 11 de marzo de 1931 - 8 de diciembre de 1931                                                                         |